# Glyptothorax alaknandi
Glyptothorax alaknandi is een straalvinnige vissensoort uit de familie van de zuigmeervallen (Sisoridae). De wetenschappelijke naam van de soort is voor het eerst geldig gepubliceerd in 1969 door Tilak.